# Pégylation

polyéthylène glycol

Dans le domaine de la biochimie et de la biologie moléculaire, la pégylation (Pegylation ou PEGylation) désigne un type de réaction organique d'éthoxylation. 
Le procédé, surtout utilisé depuis les années 1990,consiste à attacher (conjuguer) des chaînes de polyéthylène glycol à des molécules biologiquement actives(y compris complexes telles que des protéines ou médicaments peptidiques) pour augmenter la masse moléculaire des protéines et des peptides, leur solubilité et ainsi mieux les "protéger" des enzymes protéolytiques. La pégylation d'une protéine peut aussi diminuer ses propriétés allergènes. Le procédé peut inactiver certaines enzymes face à un produit pégylé, mais il peut aussi allonger la durée de présence d'une enzyme si cette dernières est une molécule qui a été pégylée puis injectée dans l'organisme.

## Protéomique
De nombreuses molécules protéiques et peptidiques intéressent le domaine de la médecine, de la chimie, de la pharmacochimie, des pesticides, des biotechnologies, mais dans les organismes, elles sont perçues comme des corps étrangers et souvent rapidement isolées, dégradées par le système immunitaire à l'aide d'enzymes (c'est la protéolyse), ou parfois rapidement éliminées par les reins, quand elles ne génèrent pas d'anticorps neutralisants avec des risques allergiques. 
La pégylation est une manipulation post-traductionnelle des protéines de manière totalement artificielle ; cette technique permet de moduler le profil pharmacocinétique d'une protéine utilisée en thérapeutique car sa demi-vie circulante peut être trop courte, ce qui ne lui permet pas d'avoir une activité biologique maximale.
La pégylation permet : 
- Une augmentation de la solubilité (favorisant ainsi certaine voie d'administration qui nécessite une solubilisation du composé ou bien favorisant la distribution dans le compartiment sanguin d'un organisme et sa stabilité)
- D'un certain point de vue, permet d'augmenter la biocompatibilité. Par exemple, en pégylant des sites de fixations  aux enzymes protéolytiques. La pégylation de certains sites sur la protéine bloque la fixation d'enzyme de dégradation ce qui bloque l'action de dégradation via un encombrement stérique[9] (il s'agit d'une protection d'un contact direct avec les enzymes).) La pégylation permet aussi d'effectuer un masquage face au système immunitaire en repoussant ainsi les anticorps neutralisant localisés au niveau de la circulation général dans le cas d'une administration en intraveineuse à des fins thérapeutiques
- Une diminution de la clairance rénale par augmentation de la masse moléculaire (Si on arrive à obtenir une protéine avec une masse moléculaire supérieur à 70 000 dalton, soit la masse moléculaire de l'albumine, on peut diminuer le passage de la protéine pégylée au travers du glomérule rénal par conséquent maintenir la protéine dans le compartiment sanguin)

## Dans le domaine de la pharmacocinétique
La pégylation permet d'augmenter la demi-vie de présence active d'une molécule thérapeutique en la liant au polyéthylène glycol (PEG), soluble dans l’eau, rapidement éliminé de l’organisme et non toxique,. Par exemple :
- L'interféron alpha pégylé est utilisé dans le traitement d'hépatites chroniques comme celles dues aux virus HCV ou HBV. Il a dans cette indication un but de stimulation de l'activité antivirale cellulaire du système immunitaire de l'hôte.
- G-CSF pegylé
- EPO pegylé

La pégylation peut également modifier l'espace de diffusion de la molécule : la naloxone pégylée (sous le nome de naloxégol) ne passe pas dans le système nerveux central et n'antagonise pas en particulier l'effet antalgique des morphiniques. Son action reste périphérique permettant d'éviter certains effets secondaires telles que la constipation.
L'immunothérapie peut aussi bénéficier de la pégylation.

## Limites et difficultés
Les principaux problèmes sont 
- les difficultés de contrôle de la conjugaison ;
- la difficulté à évaluation le nombre de chaînes de PEG effectivement liées à la molécule cible ;
- la bonne localisation du site de conjugaison ;
- la pégylation change les propriétés de la protéine pégylée dans l'organisme, ce qui peut poser problème quand une même protéine a plusieurs fonctions ;
- le fait que des molécules toxiques ou médicaments toxiques ainsi conjugés puissent être plus difficilement éliminés ou dégradés par l'organisme ;

Des méthodes plus précises dont de pégylation réversible, utilisant des réactifs de réticulation ou d'autres alternatives à la pégylation telle que l'utilisation de nouveaux polymères monofunctionnels de conjugaison de protéines, qui font l'objet de recherches actives.